# Calcemia
La calcemia è il livello di calcio nel sangue.
I valori di riferimento della calcemia sono:
- calcio totale sierico: 8,5 - 10,5 mg/dl
- calcio ionizzato:      4,4 - 5,4 mg/dl

Le indicazioni per la valutazione della concentrazione plasmatica di calcio nel sangue sono
- esame della funzionalità delle paratiroidi
- esame dell'assorbimento intestinale.

Un aumento della calcemia (ipercalcemia E83.5) si ha per
- iperparatiroidismo
- tumori primitivi e secondari delle ossa
- mieloma
- linfoma di Burkitt
- ipervitaminosi D
- sarcoidosi
- malattia di Paget
- immobilizzazione prolungata
- sindrome latte-alcali
- ipertiroidismo
- ipocorticosurrenalismo
- trattamento cronico con diuretici tiazidici e sali di litio.

Una ipocalcemia E83.5, cioè una riduzione al di sotto dei valori si ha per
- ipoparatiroidismo
- Pseudoipoparatiroidismo
- deficit di vitamina D
- rachitismo e osteomalacia
- insufficienza renale cronica
- nefropatie croniche
- sindromi da malassorbimento intestinale
- deficienza di magnesio
- pancreatite acuta
- ipoalbuminemia